# Le Pochard et l'Inventeur
Pour plus de détails, voir Fiche technique et Distribution.
Le Pochard et l'Inventeur est un court métrage de Georges Méliès sorti en 1902 au début du cinéma muet.